# Даугавпилсская городская партия
Даугавпилсская городская партия (латыш. Daugavpils pilsētas partija, ДГП) — бывшая политическая партия местного значения в Латвии.
Партия была основана 26 января 2000 года; с тех пор возглавлялась (с 2000 по июнь 2008 года) вышедшим из ЛСДРП мэром Даугавпилса (до 2001) Алексеем Видавским (ранее представлял КПЛ, ПНС). На выборах думы Даугавпилса в 2001 году объединённый список Латвийского пути и ДГП получил пять мест из 15, в 2005 — шесть. В 2002 А. Видавский был избран депутатом Сейма от ЗаПЧЕЛ (по квоте ПНС), в 2006 — переизбран по списку Центра согласия, в который ДГП вступила в 2005 году. 16 июня 2008 состоялось отчётно-выборное собрание ДГП на котором руководителем был избран директор средней школы № 3 Виталий Азаревич.
22 января 2011 года партия присоединилась к социал-демократической партии «Согласие». На момент слияния в партии было около 230 членов.